# Fernando Sánchez Albavera
Fernando Rafael Sánchez Albavera (Lima, 8 de marzo de 1947) es un economista, docente universitario y político peruano. Fue ministro de Energía y Minas del Perú durante el primer periodo de gobierno de Alberto Fujimori, desde el 28 de julio de 1990 hasta el 19 de febrero de 1992, y diputado por la región Callao en el periodo 1985-1990.

## Biografía
Fernando Sánchez Albavera nació el 8 de marzo de 1947. Estudió en la Universidad de Lima, donde se graduó de economista, y ha desempeñado cargos en el ámbito académico como en el sector público y privado. Sánchez ha sido conocido por su experiencia en el campo de la economía minera y energética. A lo largo de su carrera, ha trabajado en organismos internacionales y en el desarrollo de políticas relacionadas con la minería, la energía y los recursos naturales en América Latina.
Fue profesor en la Universidad Nacional de Ingeniería y en la Universidad Ricardo Palma.
Como político incursionó como militante del Partido Socialista Revolucionario, partido político formado por exmiembros del Partido Demócrata Cristiano que apoyaron el gobierno militar del general Juan Velasco Alvarado. Posteriormente formaron alianza con el Partido Comunista Peruano y participaron en las elecciones del año 1980, en las que Sánchez postuló sin éxito a la Cámara de Diputados del Congreso de la República por la circunscripción de Lima.
En el año 1985 fue elegido como diputado de la región Callao por Izquierda Unida, coalición de partidos izquierdistas que postularon a Alfonso Barrantes a la presidencia del Perú, para el periodo parlamentario 1985-1990.
En las elecciones de 1990 postuló como senador por Izquierda Socialista, en la cual no tuvo éxito. Sin embargo el 28 de julio de ese mismo año, Fernando Sánchez fue designado por el presidente electo Alberto Fujimori como su primer ministro de Energía y Minas del Perú, tras el apoyo de la izquierda frente a la candidatura de Mario Vargas Llosa. Sánchez fue junto con Gloria Helfer y Carlos Amat y León los representantes de la izquierda en el primer gobierno fujimorista, en el que luego pasarían a la oposición tras el golpe de Estado del 5 de abril del año 1992.
Permaneció como ministro hasta el 19 de febrero del año 1992, siendo reemplazado por el ingeniero Jaime Yoshiyama, representante del fujimorismo. Sánchez pasó a ser opositor del gobierno fujimorista hasta su caída en el año 2000.
Desde agosto del 2011 hasta enero del 2013 formó parte del directorio de Petroperú, durante la presidencia de Humberto Campodónico en el gobierno de Ollanta Humala. Fue también director del Centro para Asuntos Públicos y Empresariales.